# Владимировка (река)
Владимировка — река на острове Сахалин. Длина реки — 46 км. Площадь водосборного бассейна — 342 км². Протекает по территории Поронайского городского округа Сахалинской области.
Начинается на перевале Владимировский у горы Верблюжья Центрального хребта Восточно-Сахалинских гор под названием Перевальная, течёт в общем южном направлении. Низовья заболочены. Впадает в залив Терпения. На реке стоит село Соболиное.
Основные притоки — Каменушка (правый), Белая, Быстрая (левые).

## Данные водного реестра
По данным государственного водного реестра России относится к Амурскому бассейновому округу.
Код объекта в государственном водном реестре — 20050000212118300003112.